# Всероссийское общество инвалидов

Эмблема ВОИ

Всероссийское общество инвалидов (ВОИ) — российская организация, объединяющая людей с инвалидностью.  ВОИ — член Международной организации инвалидов. Активно сотрудничает с другими международными и национальными организациями инвалидов; имеет Специальный консультативный статус при Экономическом и Социальном Совете ООН.
ВОИ было создано в РСФСР 17 августа 1988 года. Оф. девиз общества: Вместе мы сможем больше!
Общество ставит своими задачами защиту прав и интересов инвалидов в Российской Федерации, содействие инвалидам в осуществлении равных прав и возможностей с другими гражданами Российской Федерации; содействие в интеграции инвалидов в современное общество.

## Структура ВОИ
Всероссийское общество инвалидов насчитывает:
- более 1.500.000 членов
- 24.000 первичных ячеек
- 2100 местных организаций
- 83 региональных организации.

## Руководство Всероссийского общества инвалидов
- Председатель ВОИ: Терентьев Михаил Борисович
- Первый заместитель председателя: Нурлыгаянов Флюр Фаткулгаянович
- Заместитель председателя: Рысев Олег Викторович

## СМИ ВОИ
Всероссийское общество инвалидов выпускает более двух десятков периодических изданий, два из которых (газета Надежда и газета «Русский инвалид») — общероссийские.
Выпуском литературы для инвалидов занимается специализированный редакционно-издательский центр ВОИ «Здравствуй!»